# Луна 21
Луна 21 е апарат, изстрелян от СССР по програмата Луна с цел изследване на Луната.
Апаратът осъществява кацане на повърхността на Луната и доставя Луноход 2, дистанционно управляем апарат способен да се придвижва самостоятелно.
Основните цели на мисията са заснимане на лунната повърхност, изследване на осветеността и възможността за осъществяване на астрономически наблюдения, установяване на точното разстояние между Луната и Земята посредством огледало отразяващо лазерен лъч идващ от Земята, както и изследване на повърхностното магнитно поле и свойства на лунната почва.
Апаратът е ускорен към Луната от околоземна паркова орбита.
На 12 януари 1973 г. апаратът влиза в 90 × 100 km окололунна орбита с инклинация от 60°.
На 13 и 14 януари периселенът е сведен до 16 km.
На 15 януари се задействат двигателите за спускане и в 23:35 ст. време апаратът осъществява меко кацане в кратера Ле Мониер с координати 25,51° с. ш. и 30,27° и. д..
След около 3 часа апаратът Луноход 2 слиза от основната конструкция на повърхността и провежда самостоятелни изследвания в продължение на следващите 146 земни дни.